# セサミストリート: エルモサイズ
『セサミストリート: エルモサイズ』は、1996年にアメリカ合衆国で発売された『セサミストリート』のビデオ及びDVD。日本では2009年に吹き替え版DVDがコロムビア・エンターテイメントから発売された。

## ストーリー
エクササイズ・キャンプへやってきたエルモたち、みんなで体操すれば楽しくなるのも間違いなし！

## 登場人物
- エルモ
演 - ケビン・クラッシュ、声 - 松本健太
- ビッグバード
演 - キャロル・スピニー、声 - 鶴岡聡
- ロジータ
演 - カルメン・オスバール、声 - 滝沢ロコ
- モンティー
演 - マーティン・ロビンソン、声 - 梅津秀行
- ウサギのベニー
演 - ケビン・クラッシュ、声 - チョー
- ツイスター・シスターズ
演 - デヴィッド・ラッドマンとアリス・ディニーン、声 - 滝沢ロコ、水落幸子
- セリーナ
俳優 - アネット・カルド、声 - タルタエリ
- トゥワイラ
俳優 - シンディ・ローパー、声 - 雨蘭咲木子

### その他の出演者
マペット・パフォーマー
- パム・アルシエロ
- ピーター・リンツ
- ジョン・ケネディ

子どもたち
- レキシン・ボンドック（溝邉祐子）
- マイケル・バンディ
- タラ・リン・シェイファー（雨蘭咲木子）
- デリック・ブラウン
- ナオミ・エルナンデス
- アントニオ・ロドリゲス
- エイミー・タイ
- アレクサンドラ・ヤング